# Verzoeningsdag
Verzoeningsdag (Afrikaans: Versoeningsdag, Engels: Day of Reconciliation) is een nationale feestdag van Zuid-Afrika die wordt gevierd op 16 december. Verzoeningsdag werd in 1994 ingesteld met de intentie om verzoening en de nationale eenheid van het cultureel, taalkundige en raciaal verdeelde Zuid-Afrika te bevorderen. De datum van 16 december werd gekozen, omdat deze dag voor zowel voor de Afrikaner als verschillende Afrikaanse culturen belangrijk is. De overheid koos voor deze betekenisvolle dag, zodat de dag een erkenning voor raciale harmonie kon zijn, waarop de mensen uit verschillende culturele, taalkundige en raciale groepen zich met elkaar kunnen verzoenen.

## Geloftedag
Verzoeningsdag is de opvolger van Geloftedag, een religieuze feestdag die de overwinning van de Afrikaner Voortrekkers op de Zoeloes met de Slag bij Bloedrivier op 16 december 1838 herinnert. 
Met de eerste regering van het ANC in 1994 werd deze Afrikaner feestdag vervangen door de meer inclusieve Verzoeningsdag. Voor het ANC is 16 december (1960) ook de dag waarop de bewapende militaire vleugel Umkhonto we Sizwe werd opgericht, een grote stap in het verzet tegen de heersende apartheid (1948-1991).
Geloftedag wordt echter nog altijd gevierd door Afrikaners. Zo werden er in 2016 nog in 125 Zuid-Afrikaanse steden en dorpen Geloftedagvieringen georganiseerd.